# Газиосманпаша
Газиосманпаша (тур. Gaziosmanpaşa) — район провинции Стамбул (Турция), часть города Стамбул.

## История
Заселение этой территории началось лишь в 1952 году, когда здесь начали поселяться переселенцы с Балкан. В 1963 году людей уже жило столько, что территория была выделена в отдельный район, названный в честь генерала Осман-паши.